# Francesco Gasparini

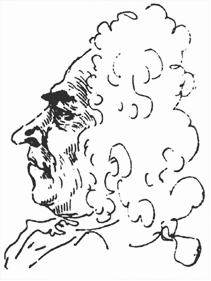
Francesco Gasparini (Karikatur von Pier Leone Ghezzi, digital bearbeitet)

Francesco Gasparini (* 19. März 1661 in Camaiore bei Lucca, Toskana; † 22. März 1727 in Rom) war ein italienischer Komponist des Barocks.

## Leben und Wirken

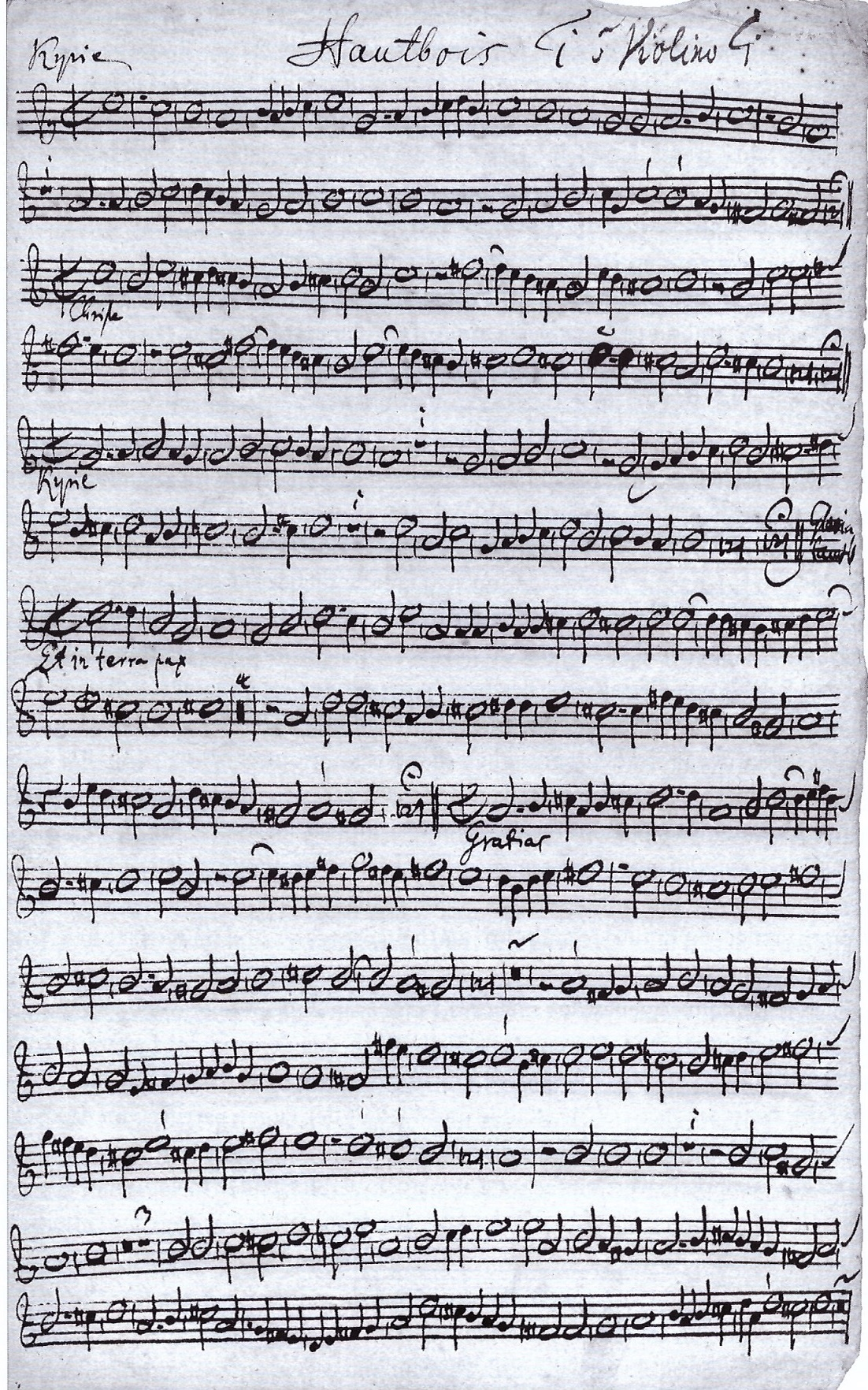
Oboen- und Violinstimme des Kyrie und Gloria der Missa canonica, Abschrift von Johann Sebastian Bach Anfang der 1740er Jahre

Gasparini wurde als zweites von fünf Kindern des Nicolao Gasparini und der Elisabetta geb. Belfiore geboren. Über sein Leben in Camaiore und seine frühe musikalische Ausbildung ist wenig bekannt. Vermutlich studierte er in Rom unter Bernardo Pasquini und Arcangelo Corelli. Ab 1682 jedoch war er Organist in der Kirche Madonna dei Monti in Rom. 1684 wurde er von der Accademia Filarmonica di Bologna als Sänger aufgenommen, im folgenden Jahr auch als Komponist.
Sein Operndebüt feierte Gasparini 1686 mit Olimpia vendicata in Livorno. Sein Werk umfasst insgesamt beinahe 60 Opern. Sein erfolgreichstes Stück war Ambleto (auch: Amleto), eine Variation der Hamletthematik, die jedoch nicht auf Shakespeare basiert.
1701 ging Gasparini als Kapellmeister des Ospedale della Pietà nach Venedig. Bis 1713 führte er dort 24 Werke auf, vor allem im Teatro San Cassiano. Nach einem kurzen Zwischenspiel in Città di Castello kehrte er 1716 nach Rom zurück und arbeitete dort als Komponist und Dirigent im Auftrag des Marchese Francesco Maria Ruspoli. In den Jahren 1718 bis 1724 widmete sich Gasparini wieder ganz dem Komponieren, seine Opern wurden in allen wichtigen Opernhäusern Italiens von Rom bis Turin aufgeführt.
Seine letzte Stelle nahm er 1725 als Kapellmeister von San Giovanni in Laterano an, die er bis zu seinem Tod 1727 innehatte.
Neben seiner Tätigkeit als Komponist wirkte Gasparini auch immer als Lehrer. Seine bekanntesten Schüler waren Domenico Scarlatti und Benedetto Marcello. 1708 schrieb er in Venedig eine Generalbassschule, die bis 1839 nachgedruckt wurde.
Seine 1705 komponierte Missa Canonica existiert in einer Abschrift von Johann Sebastian Bach, der das Werk auch mehrmals aufgeführt zu haben scheint. Sie gilt manchen Forschern als ein Vorbild für Bachs späte polyphone Kompositionen.

## Werke

### Vokalmusik

#### Opern
- Olimpia vendicata (Livorno, 1686)
- Il Roderico (Livorno, 1686)
- Il Bellerofonte (Roma, 1690)
- Amor vince lo sdegno overo L’Olimpia placata, in Zusammenarbeit mit anderen (Rom, Teatro Capranica, 1692)
- L’Etna festivo, Pasticcio mit Arien von ungefähr zwanzig Autoren (Mailand, 1696)
- Totila in Roma (Matteo Noris, Palermo, 1696)
- Gerone tiranno di Siracusa (Aurelio Aureli, Genua, 1700)
- Tiberio imperatore d’Oriente (Neapel, 1702)
- Gli imenei stabiliti dal caso (Francesco Silvani, Venedig, 1703)
- Il miglior d’ogni amore per il peggiore d’ogni odio (Francesco Silvani, Venedig, 1703)
- Il più fedel fra i vassalli (Francesco Silvani, Casale, 1703)
- La fede tradita e vendicata (Francesco Silvani, Venedig, 1704)
- La maschera levata al vizio (Francesco Silvani, Venedig, 1704)
- L’Alarico o L’ingratitudine castigata, in Zusammenarbeit mit anderen (Palermo, 1705)
- Ambleto (Apostolo Zeno und Pietro Pariati, Venedig, 1705)
- Antioco (Venedig, 1705)
- La Fredegonda (Francesco Silvani, Venedig, 1705)
- Il principato custodito dalla frode (Francesco Silvani, Venedig, 1705)
- Statira (Apostolo Zeno und Pietro Pariati, Venedig, 1705)
- L’amor generoso (Apostolo Zeno, Venedig, 1707)
- Anfitrione (Pietro Pariati, Venedig, 1707)
- Flavio Anicio Olibrio (Apostolo Zeno und Pietro Pariati, Venedig, 1707)
- Taican re della Cina (U. Rizzi, Venedig, 1707)
- Engelberta (Apostolo Zeno, Venedig, 1708)
- Le regine di Macedonia, mit G. Vignola (Neapel, 1708)
- L’Alciade overo L'eroico amore, erster Akt (Bergamo, 1709)
- L’Alciade overo La violenza d'amore, erster Akt (Bergamo, 1709)
- La ninfa Apollo, mit A. Lotti (F. de Lemene, Venedig, 1709)
- La principessa fedele (A. Piovene, Venedig, 1709)
- Sesostri re di Egitto (A. Pariati, Venedig, 1709)
- Le vicende d'amor e di fortuna (Venedig, 1709)
- L’amor tirannico (Domenico Lalli, Venedig, 1710)
- Tamerlano (A. Piovene, Venedig, 1710)
- Costantino (Pietro Pariati, Venedig, 1711)
- Merope (Apostolo Zeno, Venedig, 1712)
- Eraclio, zweiter Akt (P. A. Bernardoni, Rom, 1712)
- L’amore politico e generoso della regina Ermengarda, mit G. M. Capella (Parma, 1713)
- Il comando non inteso ed ubbidito (G. Morone und G. B. Zino, Genua 1713)
- Ernelinda, zweifelhaft (London, 1713)
- La verità nell'inganno (Francesco Silvani, Venedig, 1713)
- L’amante impazzito, in Zusammenarbeit mit anderen (Venedig, 1714)
- Eumene (=L’alfier fanfarone, Reggio Emilia, 1714)
- Lucio Papirio (Antonio Salvi, Rom, Teatro Capranica, 1714)
- Amor vince l'odio overo Timocrate (M. T. Comelio, Florenz, 1715)
- Nerone fatto Cesare, Pasticcio mit Arien von Antonio Vivaldi, Giacomo Antonio Perti und anderen (Matteo Noris, Venedig, 1715)
- Il tartaro nella Cina (Antonio Salvi, Reggio Emilia, 1715)
- Ciro (Matteo Noris, Rom, Teatro Capranica, Karneval 1716)
- Teodosio ed Eudossia, mit Antonio Caldara und Johann Joseph Fux (V. Grimani, Wolfenbüttel, 1716)
- Il Vincislao, mit Arien von Francesco Mancini (Rom, Teatro Capranica, Karneval 1716)
- Il gran Cid (N. Serino, Neapel, 1717)
- Pirro (Rom, Teatro Capranica, Karneval 1717)
- Il trace in catena in Zusammenarbeit mit zweien seiner Schüler (Rom, Teatro Capranica, carnevale 1717)
- Democrito (Turin, 1718)
- Astianatte (Rom, 1719)
- Il Bajazet (Reggio Emilia, 1719)
- Lucio Vero (Rom, 1719)
- Amore e maestà (Rom, 1720)
- Il Farmondo (Rom, 1720)
- Nino, zweiter Akt (I. Zanelli, Reggio Emilia, 1720)
- La pace fra Seleuco e Tolomeo (Mailand, 1720)
- La Zoe ovvero Il comando non inteso ed ubbidito (Rom, 1721)
- Bajazette (Venedig, 1723)
- Dorinda (Benedetto Marcello?, Rom, 1723)
- Gli equivoci d'amore e d'innocenza (Antonio Salvi, Venedig, 1723)
- La Silvia (Foligno, 1723)
- La Tigrena (Rom, 1724)
- La fede in cimento, mit Santo Lapis (Apostolo Zeno, Venedig, 1730)

#### Oratorien
- Iudith de Olopherne triumphans (Benedetto Pamphili, Rom 1689)
- Atalia (Rom, 1692)
- Giacobbe in Egitto (Florenz, 1695)
- Il viceré d'Egitto (Florenz, 1695)
- La Costanza nell’Amor divino o La S. Rosalia, Dramma sacro, dritter Akt (Florenz, 1696)
- I Trionfi della Carità (Neapel, 1698)
- L’Amante in Cielo, dramma sacro (Rom, 1699)
- Triumphus Misericordiae (B. Sandrinelli, Venedig, 1701)
- Prima Culpa per Redemptionem deleta (Venedig, 1702)
- Iubilum Prophetarum ab Incarnatione divini Verbi (B. Sandrinelli, Venedig, 1703)
- Mosé liberato dal Nilo (Wien, 1703)
- Aeterna Sapientia incarnata (Venedig, 1704)
- Pudor Virginis vindicatus (Venedig, 1705)
- Dominica Nativitatis Praeludium (Venedig, 1708)
- L’Onestà combattuta di Sara (=Sara in Egitto) mit Musik von Carlo Francesco Cesarini, Francesco Mancini, Alessandro Scarlatti, Domenico Zipoli, Francesco Maria Veracini, Antonio Caldara etc. (Florenz, 1708)
- Maria Magdalena videns Christum resuscitatum (Venedig, 1711)
- Dal Trionfo le perdite o Jefte che sagrifica la sua Figlia, Pasticcio mit Musik von 10 Autoren (Florenz, 1716)
- I due Sposi felici Sara e Tobia (Florenz, 1720)
- Il Figlio prodigo (I. Capelletti, Città di Castello 1722)
- La Penitenza gloriosa nella Conversione di S. Maria Egiziaca (Ancona, 1722)
- La Nascita di Cristo (Lucca, 1724)
- Le Nozze di Tobia (Lucca, 1724)
- La Santissima Annunziata, Dramma sacro (Rom, 1725)

#### Intermezzi
- Parpagnacco (Pietro Pariati, Venedig, 1708)
- Zamberlucco (Venedig, 1709)
- Barilotto e Slapina (Antonio Salvi, Rom, Karneval 1714)
- In Derisione della Setta maomettana (G. Gigli, Rom, 1717)
- Intermedi, mit Giovanni Bononcini (Dresden, 1718)
- L’Avaro (Venedig, 1720)
- Zamberlucco e Palandrana (Ferrara, 1721)
- Lisetta e Astrobolo (Venedig, 1725)
- L’Astrologo (Venedig, 1731).

### Werke mit Opusziffer
- Op. 1: 12 Cantate da Camera a Voce sola für Sopran und B. c. (Rom, 1695)

### Weitere Werke
- Missa Canonica (Venedig, 1705)
- zwei Werke mit der Überschrift Prelude by Sign.r Gasperini in Select Preludes or Volentarys for the Violin by the most eminent Masters in Europe (London, 1705)
- mehrere Sonate und Versetti für Orgel